# دوركينج واندررز
نادي دوركينج واندررز (بالإنجليزية: .Dorking Wanderers F.C)‏ هو نادٍ لكرة القدم شبه محترف مقره في دوركينج، سري، بإنجلترا، وهم ينتمون لاتحاد كرة القدم في مقاطعة سري.